# Klosterneuburg
Klosterneuburg je maleni grad u Austriji koji ima 25,927 stanovnika. 
Nalazi se na Dunavu, malo sjevernije od Beča, od kojeg ga odvajaju brda Kahlenberg i Leopoldsberg. Od grada pobratima, Korneuburga, razdvojen je nakon što je Dunav u srednjem vijeku promijenio svoj tok. 
Grad je osnovao markgrof Leopold III. te se razvijao uz poznati gradski samostan. Leopold III. i Leopold IV. (doduše, samo tijekom svoje vladavine) su oboje stolovali u gradu. U razdoblju od 1938. do 1954., Klosterneuburg je sačinjavao 26. distrikt grada Beča. Danas, grad je središte industrije rasvjete te, iako je odvojen od Beča, ima ugođaj predgrađa. 
Zbog brdovita terena, Klosterneuburg ima nekoliko geografskih područja znanih kao Klosterneuburg-Stadt, Kierling, Weidling, Weidlingbach, Kritzendorf i Maria Gugging. U sanatoriju u Kirelingu je umro slavni pisac Franz Kafka. Također, brdovit teren odvaja i dva trgovišta, Niedermarkt i Rathausplatz. 
Od izrazite povijesne važnosti je gradski samostan, čije je postojanje prvi puta dokumentirano još 1108. godine. 

## Vanjske poveznice
- 360°-Panoramas from Gerhard Edl
- Institute of Science and Technology Austria  Arhivirana inačica izvorne stranice od 20. travnja 2009. (Wayback Machine)
- Essl Museum of Contemporary Art